# کوواچه
کوواچه (به لهستانی:  Kołacze) یک روستا در لهستان است که در گمینا ستار بروس واقع شده‌است.